# Loxosceles rufescens
Loxosceles rufescens is een spin uit de familie vioolspinnen (Sicariidae).

## Verspreiding en leefgebied
Deze spin komt oorspronkelijk voor in het Middellandse Zeegebied, maar is dikwijls ingevoerd in Arkansas, Hawaï en Amerikaanse staten aan de Golf van Mexico. In Nederland is de soort ook teruggevonden.

## Leefwijze
De soort leeft in huizen in donkere hoeken, waar ze dichte en sterke webben weeft. Het gif heeft necrotische werking op het weefsel. Mensen met een allergie kunnen het zogenaamde loxoscelisme krijgen, wat een zweer veroorzaakt. In 2024 waren er twee dodelijke slachtoffers in Italië na een beet van deze spin.

## Verspreiding en leefgebied
Deze soort komt voor in Zuid-Europa, maar is in Australië ingevoerd.